# ルケ

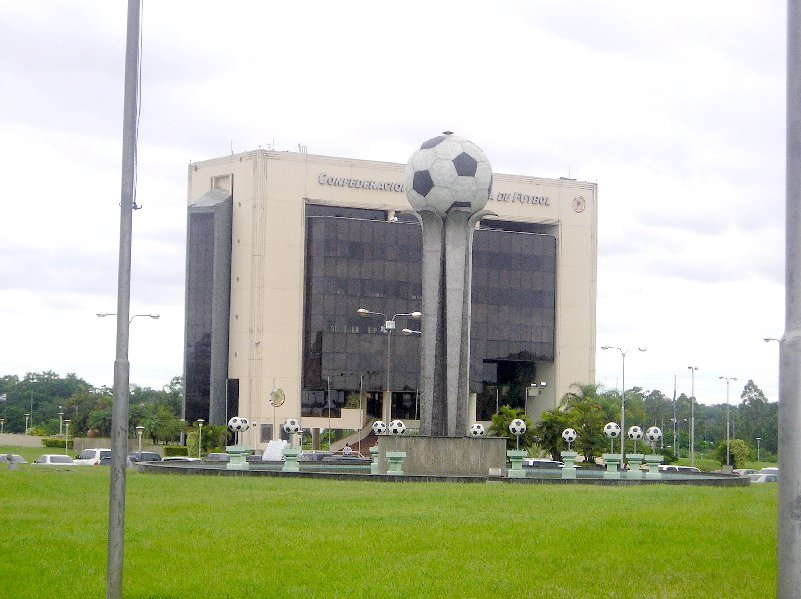
南米サッカー連盟本部

ルケ（スペイン語: Luque）は、パラグアイの中央県の都市。
大アスンシオン都市圏の一郭をなす。
2016年の人口は24万3500人で、国内4位。
建設された年は1635年とも、1750年ともいわれる。
三国同盟戦争当時の1868年には、一時的にパラグアイの首都となった。
シルビオ・ペッティロッシ国際空港や南米サッカー連盟本部が置かれる首都圏の中核都市で、かつては国際空港内にパラグアイ航空の本社もあった。
サッカー選手のホセ・ルイス・チラベルトの出身地である。
ギターやパラグアイ・ハープ、それに「フィリグラナス」という貴金属がつくられる。